# Neuhonrath
Neuhonrath ist ein Stadtteil von Lohmar im Rhein-Sieg-Kreis in Nordrhein-Westfalen.

## Geographie
Neuhonrath liegt im Norden der Stadt Lohmar. Umliegende Ortschaften und Weiler sind Agger und Naafshäuschen im Nordwesten, Honsbach und Hohnenberg im Norden, Hähngen, Holl, Oberstehöhe und Grünenborn im Osten, Saal und Heide (bei Höffen) im Südosten, Höffen, Schönenberg und Wahlscheid im Süden und Bachermühle und Windlöck im Westen. Neuhonrath liegt wie Wahlscheid auch im Aggertal und ist von bewaldeten Berghängen umgeben.
An Neuhonrath fließt die Agger entlang. Durch Neuhonrath fließen der Honsbach, der Krebsaueler Bach und der Maarbach; alle münden von der orographisch linken Uferseite in die Agger.

## Geschichte
Neuhonrath ist erst im 18. Jahrhundert entstanden. Der Ort und das Kirchspiel Honrath war im 16. Jahrhundert zum protestantischen Bekenntnis übergegangen. Die wenigen verbliebenen Katholiken bekamen zunächst die Gelegenheit in den Hauskapellen von Schloss Auel und Haus Honsbach ihre Gottesdienste zu feiern. Unter der Mitinitiative und der finanziellen Unterstützung der Besitzer des freien Rittersitzes Auel und des freiadligen Gutes Honsbach wurde 1732 gegenüber von Honrath mit dem Bau einer katholischen Kirche begonnen. Der Kirche wurden 1738 die Pfarrrechte erteilt. Um die Kirche entstand eine neue Siedlung, die Neuhonrath genannt wurde.
Bis zum 1. August 1969 gehörte der Ort zu der bis dahin eigenständigen Gemeinde Wahlscheid.
Das Fachwerkhaus „Am Pfarrhof 17“ (Baudenkmal der Stadt Lohmar Nr. 99) war ab 1820 das erste Schulgebäude in Neuhonrath. Aufgrund der wachsenden Schülerzahlen wurde 1868 eine neue Schule mit einem Nebengebäude aus Grauwacke errichtet. Dieses Haus beherbergte später die öffentliche katholische Bücherei und wird seit deren Schließung von dem Kirchenchor St. Cäcilia Neuhonrath genutzt (Baudenkmal der Stadt Lohmar Nr. 100 und 101). Weiter oben auf dem Platz hat der katholische Kindergarten Neuhonrath im Gebäude der 1953 errichteten katholischen Volksschule Neuhonrath seine Unterkunft gefunden, nachdem 1971 die neue Schule in Krebsaul errichtet wurde.

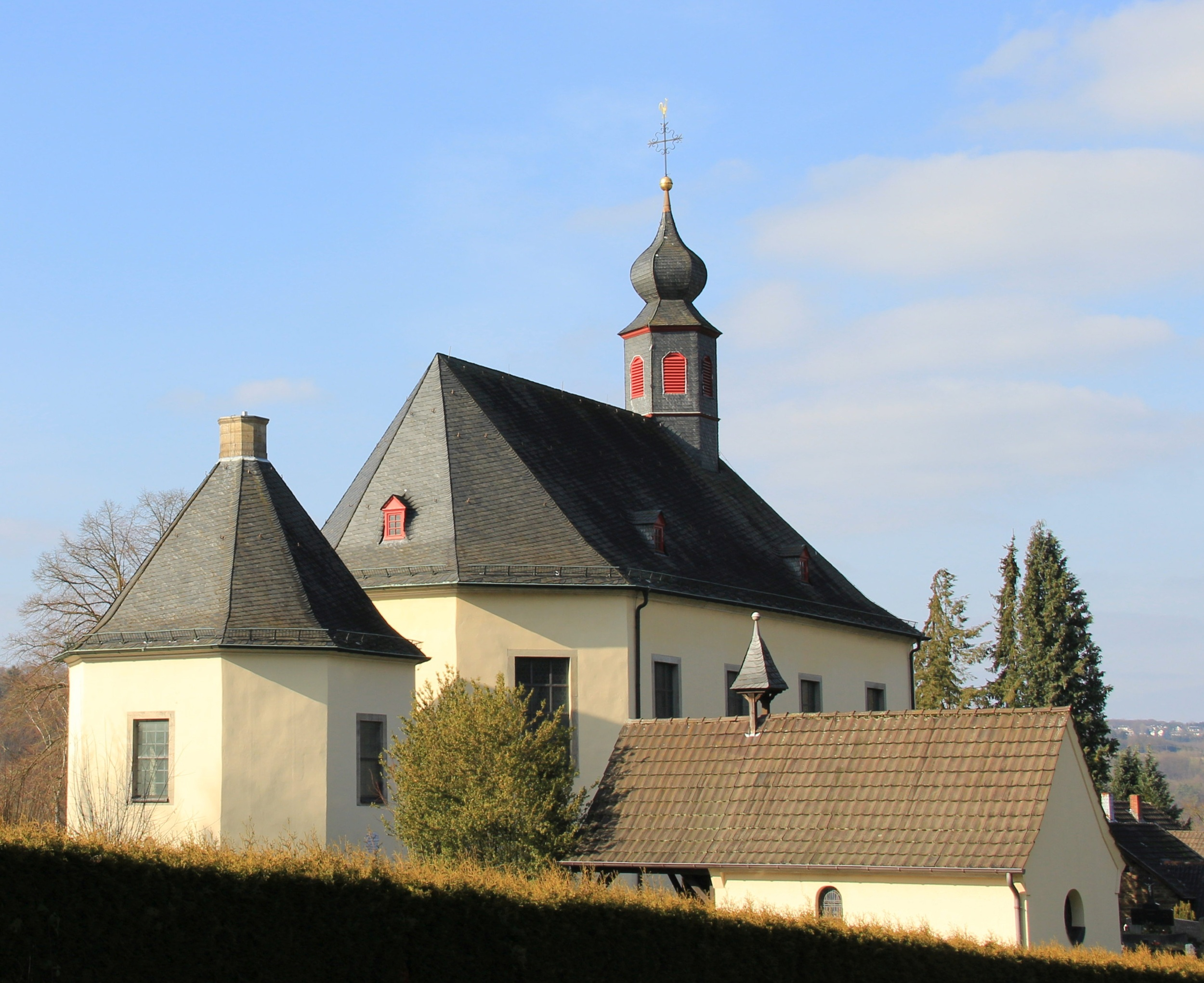
Katholische Pfarrkirche Sankt Mariä Himmelfahrt von der Kreisstraße aus gesehen

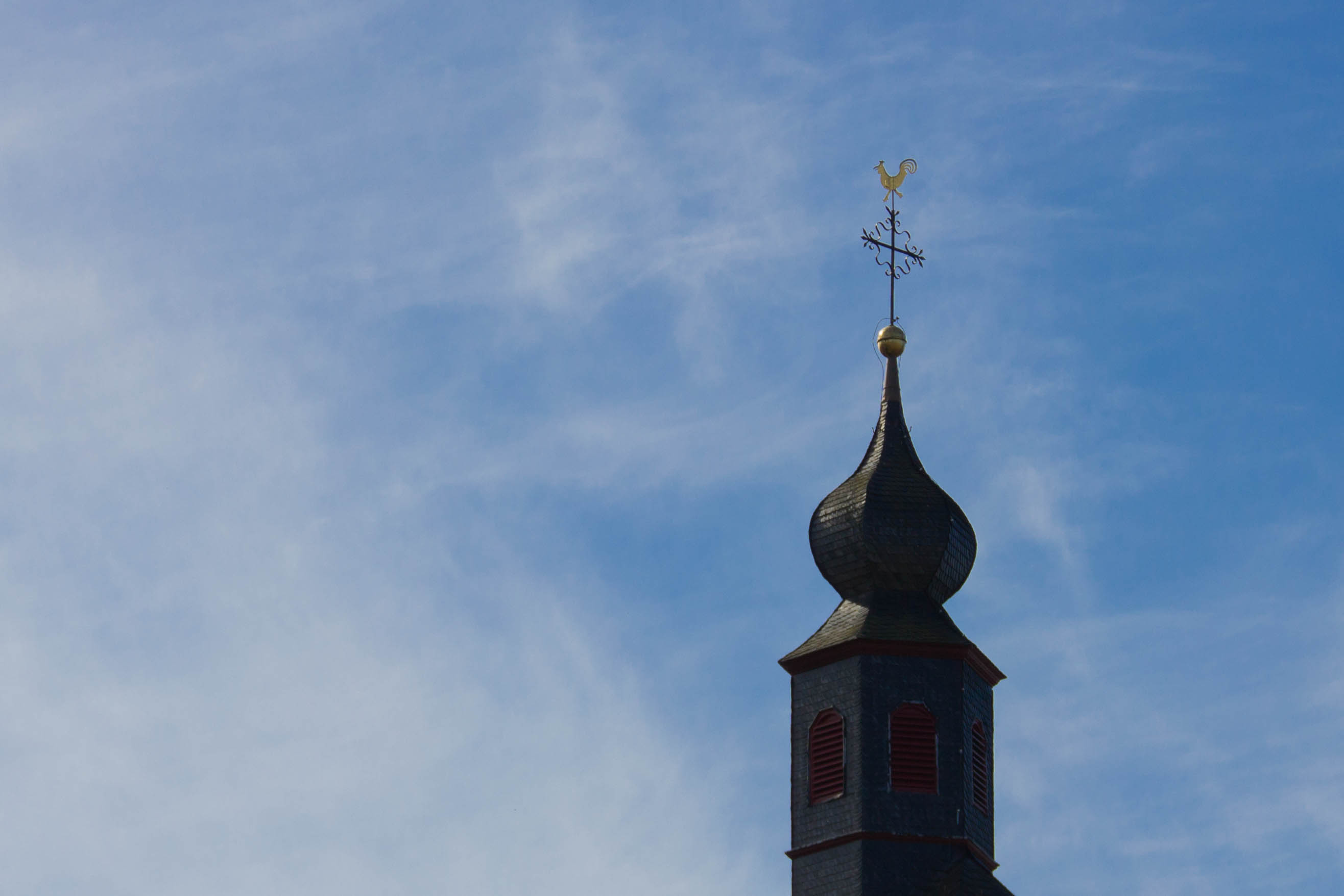
Kirchturmspitze der katholischen Pfarrkirche Sankt Mariä Himmelfahrt

## Sehenswürdigkeiten
- Die kleine Holzbrücke über die Agger für Fußgänger und Radfahrer von Honsbach nach Naafshäuschen
- Die katholische Pfarrkirche Sankt Mariä Himmelfahrt auf dem Berge Neuhonraths
- Die natürlich (unbegradigt) verlaufende Agger entlang des Radweges von Wahlscheid/Pastoratsweg nach Neuhonrath/Auelchen

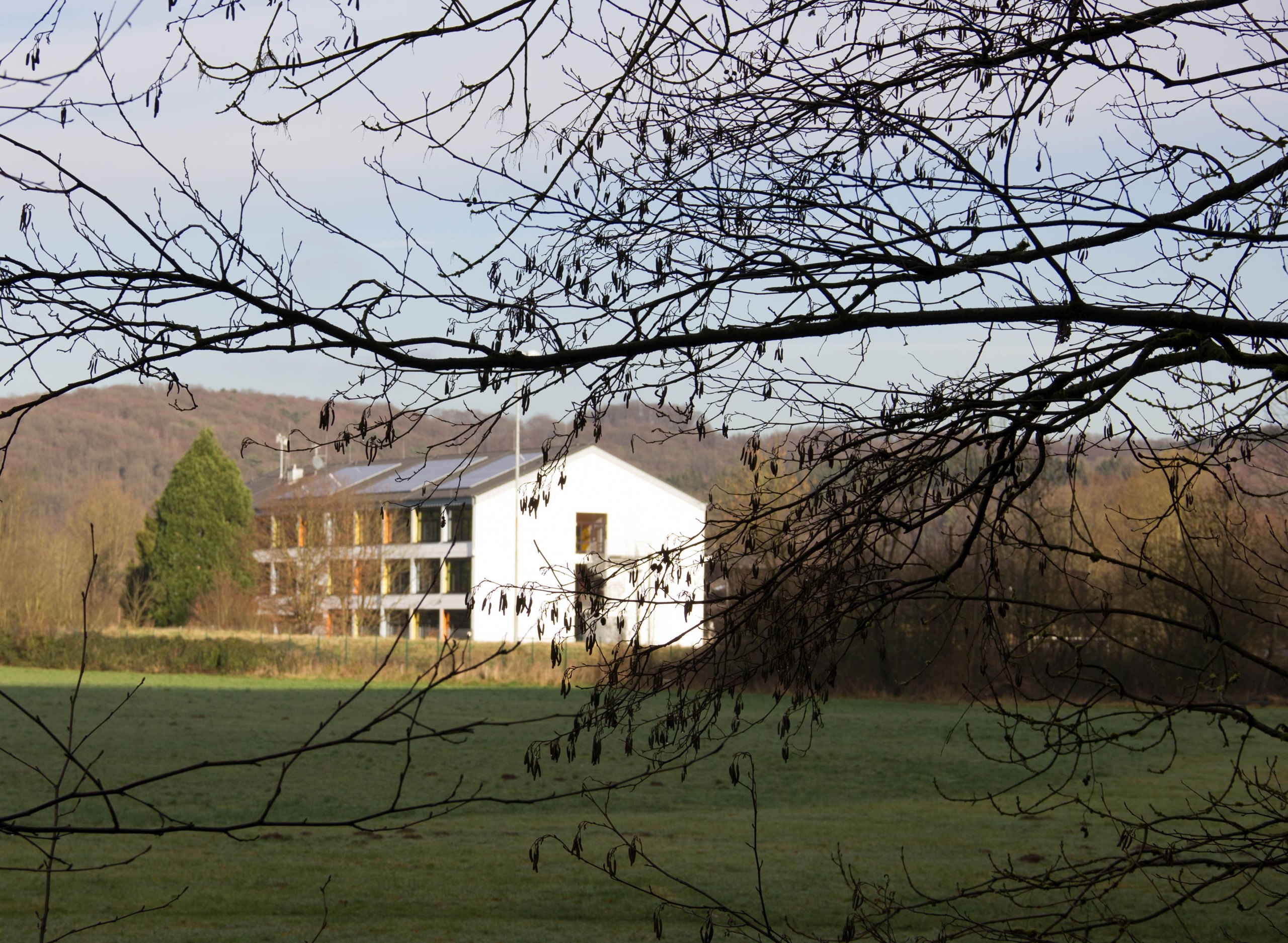
Gemeinschaftsgrundschule Wahlscheid in Krebsauel

## Infrastruktur
Schulen
Die Gemeinschaftsgrundschule (GGS) Wahlscheid liegt im südlichen Teil von Neuhonrath in Krebsauel. Die Trägerschaft für die offene Ganztagsschule (OGATA Wahlscheid) übernimmt die Elterninitiative Fledermäuse e. V.
Kirchen
Die Kirche Sankt Mariä Himmelfahrt gehört seit 2009 mit Lohmar, Birk und Scheiderhöhe zur katholischen Pfarrgemeinde St. Johannes, Lohmar.
Kindergärten
In Neuhonrath gibt es zwei Kindergärten, einen konfessionellen (katholischen neben der Pfarrkirche) und einen von der Elterninitiative „Villa Regenbogen“ getragenen.

## Kultur
Blasorchester
Neuhonrath ist die Heimat des Blasorchester Neuhonrath e. V.

Kirchenchor

Der Kirchenchor St. Cäcilia Neuhonrath blickt auf eine über 120-jährige Vereinsgeschichte zurück.

## Verkehr
- Neuhonrath liegt an der Kreisstraße 16 und der Bundesstraße 484.
- Der Ort liegt relativ nahe am Haltepunkt Honrath in Lohmar-Jexmühle.
- Nahe Neuhonrath (Fußweg etwa 3 Minuten) liegt an der B 484 die Bushaltestelle „Bacher Mühle“, die von der Buslinie 557 angefahren wird, welche von Siegburg nach Overath verkehrt.
- Neuhonrath gehört zum Tarifgebiet des Verkehrsverbund Rhein-Sieg (VRS).
- Ergänzt wird das Angebot des ÖPNV durch das Anruf-Sammeltaxi (AST).

## Persönlichkeiten
Johann Gregor Breuer (1821–1897) verbrachte seine Schulzeit in Neuhonrath. Er war Gründer des ersten Gesellenvereins in Elberfeld (1846) und Wegbereiter des Kolpingwerkes